# Il mostro delle nevi (film 1966)
Il mostro delle nevi (The A-Tom-inable Snowman) è un film del 1966 diretto da Abe Levitow. È il ventitreesimo dei 34 cortometraggi animati della serie Tom & Jerry prodotti da Chuck Jones con il suo studio Sib-Tower 12 Productions. Venne distribuito il 4 agosto del 1966 dalla Metro-Goldwyn-Mayer.

## Trama
In montagna in mezzo alla neve, Tom insegue Jerry, il quale, per salvarsi, entra in una baita da pronto soccorso, al cui interno vi è un cane di San Bernardo. Dopo aver distratto il cane, Tom, nel tentativo di acchiappare Jerry, finisce per rotolare giù dalla montagna, ma viene salvato dal cane, che gli fa bere del liquore. Tom, ubriaco, prima cade in un buco su un laghetto ghiacciato e poi sbatte addosso a un albero. Questa volta il cane lo porta alla baita e lo riscalda con dell'acqua bollente. Ripresosi, Tom riesce a catturare Jerry. Più tardi Tom e Jerry sono su un'isola tropicale e il gatto tenta di cuocere allo spiedo il topo, il quale, liberatosi, gli tira una noce di cocco in testa, facendolo svenire. Poco dopo il cane di San Bernardo di prima fa bere di nuovo del liquore a Tom, il quale, nuovamente ubriaco, si allontana camminando a pelo del mare, mentre il cane e il topo lo salutano.